# Руэда, Рейнальдо
Рейна́льдо Руэ́да Риве́ра (исп. Reinaldo Rueda Rivera; род. 16 апреля 1957, Кали) — колумбийский и гондурасский футбольный тренер.

## Биография
Впервые Руэда стал известным как тренер молодёжной и юношеской сборных команд Колумбии. Со сборной Колумбии U-20 он занял третье место на молодёжном чемпионате мира 2003. Также он вывел команду U-17 на четвёртое место в том же году на юношеском чемпионате мира.
После провального начала квалификации на чемпионате мира 2006 года (1 очко после 5 игр) федерация футбола Колумбии назначила Руэду на должность главного тренера национальной сборной. Под руководством Руэды колумбийцы улучшили игру и турнирное положение, однако отобраться на ЧМ-2006 всё же не смогли.
С 2006 по 2010 год тренировал сборную Гондураса. Сборной Гондураса под его руководством удалось выйти на чемпионат мира по футболу 2010 в ЮАР.
С сентября 2010 года по июнь 2014 — главный тренер сборной Эквадора.
С июня 2015 года — главный тренер клуба «Атлетико Насьональ». Во главе медельинской команды выиграл чемпионат Колумбии (Финалисасьон 2015) и суперлигу (2016).
14 августа 2017 года назначен главным тренером бразильского клуба «Фламенго».
С января 2018 по январь 2021 года — главный тренер сборной Чили.
С 2021 по 2022 год — главный тренер сборной Колумбии.

## Тренерские титулы и достижения
Командные
- Чемпион Колумбии (2): 2015 (Финалисасьон), 2017 (Апертура)
- Победитель Суперлиги Колумбии: 2016
- Обладатель Кубка Колумбии: 2016
- Обладатель Кубка Либертадорес: 2016
- Обладатель Рекопы Южной Америки: 2017
- Финалист Южноамериканского кубка: 2017
- Победитель Турнира в Тулоне: 2000

Личные
- Тренер года в Колумбии (2): 2009, 2015